# Flagge Nigers

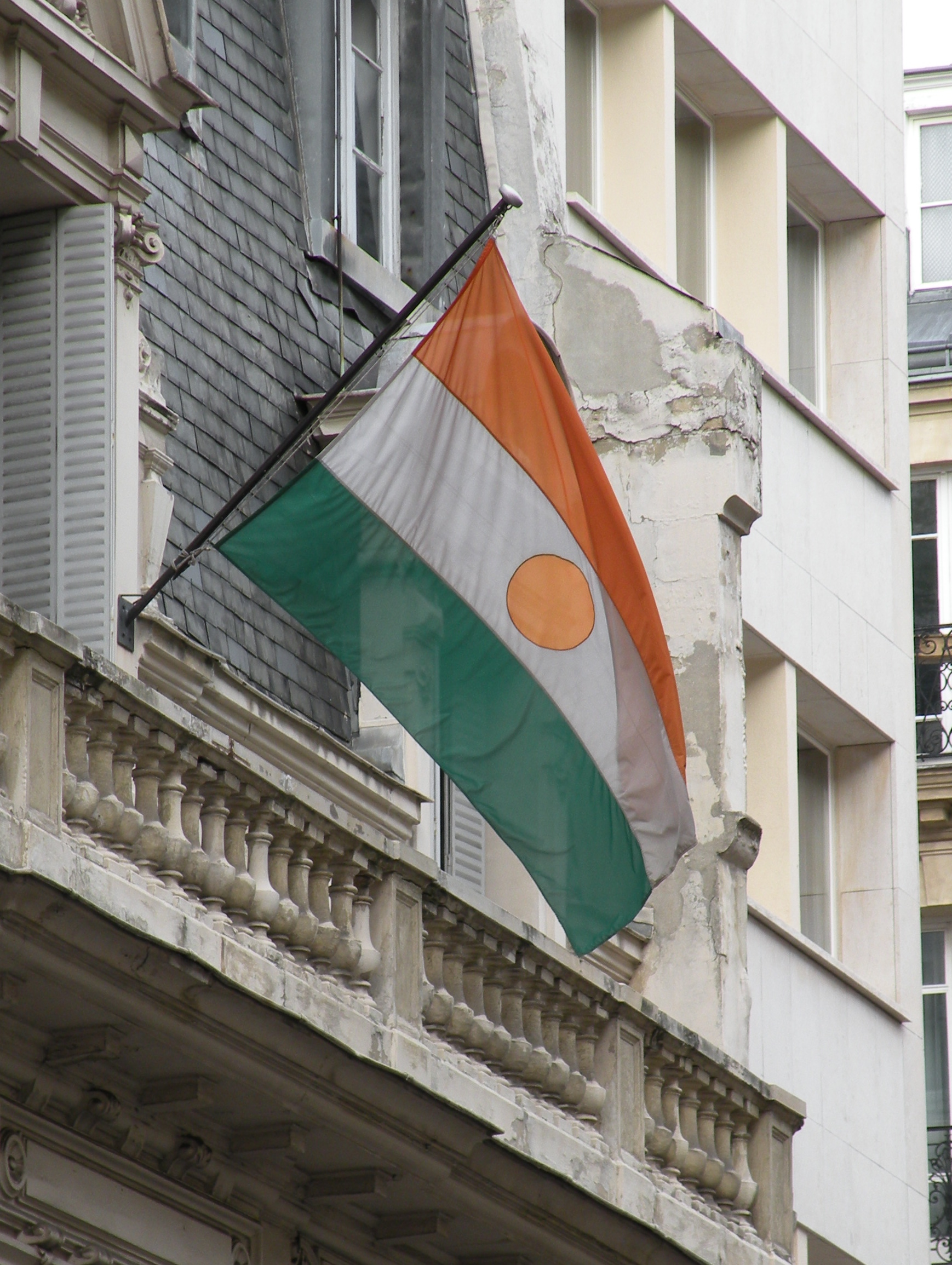
Flagge Nigers an der Botschaft in Paris

Die Flagge Nigers wurde am 23. November 1959 offiziell eingeführt.

## Beschreibung und Bedeutung
Die Flagge besteht wie die Flagge Indiens aus drei horizontalen Streifen in Orange, Weiß und Grün, wobei die Farbtöne sich unterscheiden. In der Mitte des weißen Streifens führt der Niger im Zentrum eine orange Sonnenscheibe.
Die Farben haben folgende Bedeutung:
- Orange symbolisiert die Wüste Sahara, die im Norden und im Osten des Landes zu finden ist.
- Weiß ist ein Zeichen für die „Unschuld und Reinheit der Nation“, es drückt auch das gute Gewissen derer aus, die ihre Pflicht gegenüber der Nation getan haben.
- Grün steht für die Hoffnung und die Grasebenen im Süden und Westen.

Die Sonne im mittleren Streifen zeigt die Bereitschaft des Volkes, sich bei der Verteidigung seiner Rechte aufzuopfern.
Die ungewöhnliche Flaggenproportion ist umstritten: In der Flaggenverordnung Actes du Gouvernement de la République du Niger No. 59-1 wird weder Proportion (Seitenverhältnis) noch Scheibendurchmesser geregelt.

Seitenverhältnis 2:3
Seitenverhältnis 3:5
Seitenverhältnis 1:2